# تقويم يزيدي
تقويم يزيدي، يستمد التقويم اليزيدي من عيد رأس السنة السومرية البابلية (أيتو)، حيث يصادف عيد رأس السنة اليزيدية (العيد القومي والديني اليزيدي) في أول أربعاء من شهر نيسان من آل عام بحسب التقويم اليزيدي (التقويم اليزيدي يتأخر ثلاثة عشرة يوماً عن التقويم الميلادي) والتقويم اليزيدي يسبق التقويم الميلادي ب( 4750) سنة من الآن، أي بهذه الصورة (4750 ق م 2009 ميلادي = 6759 يزيدي).